# RAP2A
RAP2A (англ. RAP2A, member of RAS oncogene family) – білок, який кодується однойменним геном, розташованим у людей на короткому плечі 13-ї хромосоми. Довжина поліпептидного ланцюга білка становить 183 амінокислот, а молекулярна маса — 20 615.
| 10         |  | 20         |  | 30         |  | 40         |  | 50         |
| ---------- |  | ---------- |  | ---------- |  | ---------- |  | ---------- |
| MREYKVVVLG |  | SGGVGKSALT |  | VQFVTGTFIE |  | KYDPTIEDFY |  | RKEIEVDSSP |
| SVLEILDTAG |  | TEQFASMRDL |  | YIKNGQGFIL |  | VYSLVNQQSF |  | QDIKPMRDQI |
| IRVKRYEKVP |  | VILVGNKVDL |  | ESEREVSSSE |  | GRALAEEWGC |  | PFMETSAKSK |
| TMVDELFAEI |  | VRQMNYAAQP |  | DKDDPCCSAC |  | NIQ        |  |            |

A: Аланін

C: Цистеїн

D: Аспарагінова кислота

E: Глутамінова кислота

F: Фенілаланін

G: Гліцин

I: Ізолейцин

K: Лізин

L: Лейцин

M: Метіонін

N: Аспарагін

P: Пролін

Q: Глутамін

R: Аргінін

S: Серин

T: Треонін

V: Валін

W: Триптофан

Білок має сайт для зв'язування з нуклеотидами, ГТФ. 
Локалізований у мембрані, ендосомах.